# Salles-sur-Mer

Salles-sur-Mer este o comună în departamentul Charente-Maritime, Franța. În 1 ianuarie 2022 avea o populație de 2.427 de locuitori.